# Landed gentry
 Der er for få eller ingen kildehenvisninger i denne artikel, hvilket er et problem. Du kan hjælpe ved at angive troværdige kilder til de påstande, som fremføres i artiklen.

The Landed gentry (landadelen eller lavadelen) var en velhavende social klasse, der eksisterede i Storbritannien fra slutningen af middelalderen og frem til 1920'erne. Denne social klasse er især portrætteret i flere af Jane Austens (1775-1817) romaner fra Regency perioden, som for eksempel Stolthed og fordom.
To af dronning Elizabeth 2.s svigerdøtre (Camilla, hertuginde af Cornwall, datter af “viceamtmand” i Sussex og East Sussex major Bruce Shand og Sarah, hertuginde af York, datter af godsejer og polo arrangør major Ronald Ferguson) er efterkommere af The landed gentry.

## Godsejere
Medlemmerne af The landed gentry levede af deres godser. En del af dem var officerer, politikere, embedsmænd, fredsdommere, “amtmænd” eller sportsfolk.
I modsætning til højadelen, så havde The gentry ikke adgang til de arvelige pladser i Overhuset, men de kunne blive folkevalgte medlemmer af Underhuset.

## Fire grupper
Medlemmerne af The gentry havde ikke arvelige titler (bortset fra baronets). Derfor var afgrænsningen af den sociale klasse uklar. Man skulle dog være af “god familie” og have “gamle penge” for at tilhøre klassen.
Fra senmiddelalderen bestod klassen af fire grupper:
- Baronets: En arvelig engelsk ridderklasse, der opstod i det 14. århundrede, og som i 1611 blev genindstiftet som en britisk ridderklasse af kong Jakob 1. af England

- Riddere (“Knights”, der var den højeste krigerklasse i middelalderen. Titlen var ikke arvelig.

- Væbnere (“Esquires”), der var en lavere krigerklasse i middelalderen. Gruppen omfattede først og fremmest de familier, der har adeligt våben (fx familien Shand), de højere officersgrader, doctores juris og medicinæ. Titlen som “esquire” blev også brugt af andre, som fx barrister (advokat), borgmester/overborgmester og fredsdommer.

- Gentlemen blev anerkendt som en særlig social gruppe i 1413. Gentlemen var født ind i gode familier, eller de havde en høj rang. De havde desuden en god social status, og de var så rige, at de ikke behøvede at arbejde for at leve. Titlen var ikke arvelig.

## Titler
Mandlige medlemmer af The gentry brugte som regel den borgerlige titel Mr. (Mister), mens gifte kvinder brugte titlen Mrs., og ugifte kvinder brugte titlen Miss.
Baronets brugte titlen “sir”, og deres hustruer brugte titlen “lady”. Pensionerede højere officerer brugte deres seneste militære titel (fx major).

## Historie
The landed gentry havde sin storhedstid i det 18. århundrede. John Churchill, 1. hertug af Marlborough (1650–1622) og Sarah Churchill, hertuginde af Marlborough (1660–1747) er eksempler på dygtige lavadelige, der i 1702 blev ophøjede i den absolutte højadel, hereditary peer.
I 1920'erne blev de britiske godsejere svækkede, og The gentry bliver ikke længere betragtet som en selvstændig social klasse. “Gentry-familiernes” efterkommere spiller dog stadig en vis rolle, fx kommer to af dronning Elizabeth 2.s svigerdøtre (Camilla, hertuginde af Cornwall, datter af “viceamtmand” i Sussex og East Sussex major Bruce Shand og Sarah, hertuginde af York, datter af godsejer og polo arrangør major Ronald Ferguson) fra “gentry-familier”.